# Neil Fuller
Neil Robert Fuller (Shoreham-by-Sea, Reino Unido; 2 de agosto de 1969) es un atleta amputado y competidor paralímpico australiano.

## Biografía
Fuller nació en Shoreham-by-Sea, en Sussex.
Durante su juventud, fue un ambicioso jugador de fútbol, ganando una posición jugando a nivel estatal para Australia del Sur . Fue durante un partido de fútbol el 25 de julio de 1987 cuando su tibia y peroné se rompieron, y una arteria principal en su pierna derecha fue cortada en un intento de tacleo en la espinilla. Al convertirse legalmente en un adulto durante sus 22 días en el hospital, optó por que le amputasen la parte inferior de la pierna derecha después de que se había contraído gangrena.
En febrero de 1989, ingresó a los Amputee Nationals en Adelaide en la carrera de 100 metros, salto de longitud y salto de altura. Luego, fue seleccionado como miembro del equipo australiano para competir en los Campeonatos Internacionales del Lejano Oriente y el Pacífico Sur, donde compitió en los 100 m, salto largo, salto de altura y pentatlón.
Después del accidente, regresó al mundo del deporte convirtiéndose en un corredor de clase mundial y poseedor del récord mundial. 
Ahora es coordinador de deporte en la escuela St Peters Collegiate Girls School en Adelaida, Australia del Sur.

## Carrera
En 1990, compitió en el Campeonato Mundial y Juegos para Discapacitados en Assen, Países Bajos, ganando una medalla de bronce en el salto de longitud masculino 7F. También participó en el Campeonato Mundial de 1998 en Birmingham, Reino Unido, donde ganó cuatro medallas de oro. Participó en cuatro Juegos Paralímpicos de Verano consecutivos, de 1992 a 2004. En 1992 ganó una medalla de oro, por la cual recibió una Medalla de la Orden de Australia, dos medallas de plata y una medalla de bronce. En los Juegos Paralímpicos de Verano de 1996, ganó plata en las carreras de 100 y 200 metros y oro en el relevo de 4 × 100 metros. Cuatro años más tarde, en los Juegos Paralímpicos de Sídney, ganó cuatro medallas de oro en los relevos de 200 metros, 400 metros, 4 × 100 metros y 4 × 400 metros, y un bronce en los 100 metros. En los Juegos Paralímpicos de 2004 en Atenas, ganó dos medallas de plata en los 400 metros y el relevo de 4 × 400 metros, y un bronce en el relevo de 4 × 100 metros.

## Premios
Fue incluido en el Salón de la Fama del Atletismo del Sur de Australia en 1997. 
En 2012, fue incluido en el Salón de la Fama del Deporte del Sur de Australia.
En 2000, recibió una Medalla Deportiva Australiana por su  "servicio al atleta amputado como Competidor de Clase Mundial y Desarrollo del Escuadrón Nacional de Entrenamiento".
En 2001, fue incluido en el Instituto Australiano de Deporte 'Best of the Best'.